# Eduard von der Schulenburg-Emden
Eduard Ernst Friedrich Carl Graf von der Schulenburg(-Emden) (* 9. Januar 1792; † 18. Mai 1871) war ein Gutsbesitzer und Parlamentarier im preußischen Herrenhaus.

## Familie

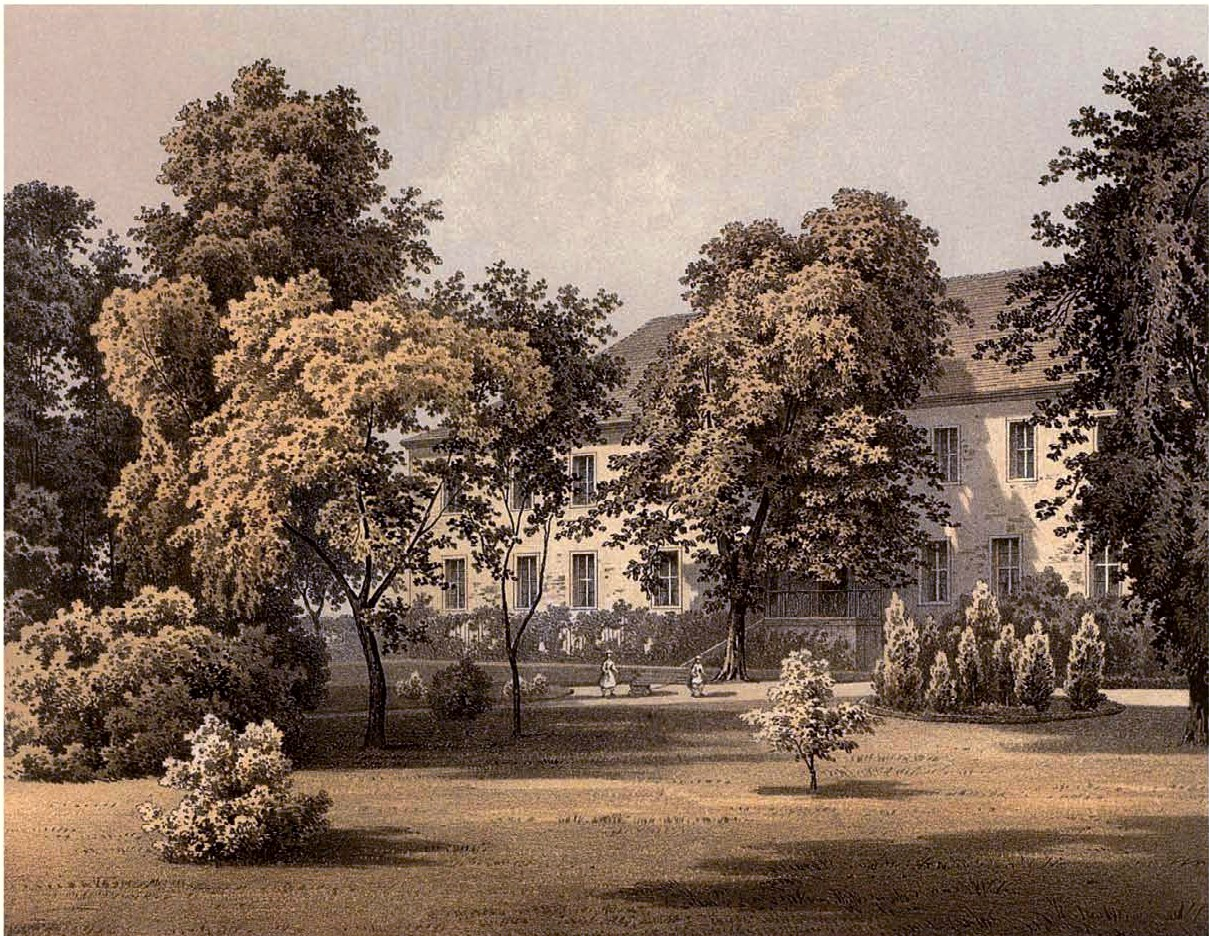
Rittergut Emden um 1860, Sammlung Alexander Duncker

Eduard Graf Schulenburg entstammte dem 1237  erstmals urkundlich erwähnten altmärkischen Adelsgeschlecht derer von der Schulenburg. Er war der älteste Sohn des Gutsbesitzers Philipp Ernst Alexander Graf von der Schulenburg auf Emden im damaligen Kreis Neuhaldensleben (heute Bördekreis).
Schulenburg heiratete 1830 Adelheid Freiin von der Reck (1807–1891), mit der er vier Kinder hatte.
Der 1830 geborene, erste Sohn Eduard Alexander Karl von der Schulenburg wurde Klg. preuß. Regierungsrat. Er blieb unverheiratet und verstarb am 24. Januar 1905 in Berlin.
Der zweite Sohn, Ernst Eduard von der Schulenburg (* 29. November 1832; † 2. September 1905 in Emden), wurde ebenfalls 1894 Herrenhausmitglied. Er schied 1872 als Major aus dem Militärdienst aus und widmete sich anschließend der Bewirtschaftung des Gutes Emden. Er heiratete Anna Ida Amalie Gräfin zu Solms-Baruth  (* 30. Juni 1841; † 3. April 1903 in Emden), eine Tochter von Friedrich zu Solms-Baruth. Aus der Ehe gingen ein Sohn und zwei Töchter hervor. Der Sohn Matthias verstarb 1923 unverheiratet, so dass das damals 1.126 Hektar umfassende Gut Emden an das Haus Altenhausen überging.
Die Töchter Adelheid Gräfin von der Schulenburg-Emden (* 13. Februar 1834 in Emden; † 7. Juli 1870 in Wolfsburg) und Margarethe Adelheid Gräfin von der Schulenburg-Emden (* 24. Mai 1839 in Emden; † 26. Mai 1906 in Wolfsburg) waren beide mit dem entfernten Cousin Günther von der Schulenburg verheiratet und sind auf dem Friedhof in Rothenfelde bestattet.

## Leben
Schulenburg wurde von Privatlehrern ausgebildet und studierte von 1809 bis 1813 in Göttingen. Großes Aufsehen verursachte zu dieser Zeit das Duell zwischen ihm und dem Mitglied des Corps Hannovera Göttingen stud. jur. Sophus Schmidt, welches in den Göttinger Universitätsgerichtsakten überliefert ist. Beide Duellanten erhielten seitens der Universität vorübergehend das Consilium abeundi. Im Anschluss trat er in die preußische Armee ein und nahm noch an den Feldzügen 1813/14 teil. Er blieb fast 20 Jahre in der Armee und schied 1832 im Rang eines Rittmeisters aus und wurde Major der Reserve. In den Folgejahren widmete er sich der Bewirtschaftung der 1822 ererbten Güter. Politisch war er als Mitglied im Provinziallandtag der Provinz Sachsen und seit 1854 auf Präsentation des Alten und Befestigten Grundbesitz im Herzogtum Magdeburg im preußischen Herrenhaus, dem er bis zu seinem Tode angehörte.